# Kendall Graveman
Kendall Graveman (né le 21 décembre 1990 à Alexander City, Alabama, États-Unis) est un lanceur droitier des White Sox de Chicago de la Ligue majeure de baseball.

## Carrière

### Blue Jays de Toronto
Joueur des Bulldogs de l'université d'État du Mississippi, Kendall Graveman est repêché par les Marlins de Miami au 32e tour de sélection en 2012 mais ne signe pas de contrat avec la franchise. En 2013, il rejoint les Blue Jays de Toronto, qui viennent d'en faire leur choix de 8e ronde au repêchage des joueurs amateurs.
Graveman, un lanceur partant dans les ligues mineures, fait ses débuts dans le baseball majeur comme lanceur de relève pour Toronto le 5 septembre 2014 contre les Red Sox de Boston. En 5 sorties et 4 manches et deux tiers lancées, il maintient une moyenne de points mérités de 3,86 en 2014 pour Toronto.

### Athletics d'Oakland
Le 28 novembre 2014, Graveman est avec le joueur de troisième but Brett Lawrie, l'arrêt-court Franklin Barreto et le lanceur gaucher Sean Nolin transféré aux Athletics d'Oakland contre le troisième but étoile Josh Donaldson.